# Upplands runinskrifter 829
Upplands runinskrifter 829 är en vikingatida ristning på ett  jordfast stenblock av röd granit i Furby, Furbylund, Giresta socken och Enköpings kommun. Flyttblocket är 1,5 meter högt och 2,8 meter brett. Runhöjden är 7-8 centimeter. Ristaren har på flera ställen utnyttjat naturliga sprickor i stenen. Ristningen är signerad av Balle.

## Inskriften
Translitterering av runraden:
' furkuntr · auk · kuanr · þnir · litu · hakua : stain : þinsa · at · anut  faþur · sin · boanta · auþfriþaʀ · bali : risti · stan · þisa ·
Normalisering till runsvenska:
Forkunnr ok Gunnarr þæiʀ letu haggva stæin þennsa at Anund, faður sinn, boanda Auðfriðaʀ. Balli risti stæin þennsa.
Översättning till nusvenska:
Forkunn och Gunnar de läto hugga denna sten efter Anund, sin fader, Ödfrids man. Balle ristade denna sten.